# Tulahuén
Tulahuén (del mapudungún: Tulawen ‘Dodonaea viscosa’) es una aldea de la comuna de Monte Patria, en la Provincia de Limarí, Región de Coquimbo de Chile. Al año 2017 contaba con 935 habitantes.

## Historia
Las tierras que hoy comprenden la localidad de Tulahuén fueron llamadas Los Llanos, siendo un poblado indígena antes de la llegada de los españoles y desde ahí fueron cedidas una y otra vez entre personeros de la Corona Española, como parte de dotes matrimoniales y otras tratativas.
Durante el período colonial la localidad de Tulahuén perteneció a la comuna de Carén. Más adelante, en 1894 y hasta la década de los treinta del siglo xx integró la comuna de Rapel, y desde ese entonces hasta la actualidad, forma parte de la división político administrativa de la comuna Monte Patria.
En octubre de 2007 la localidad de Tulahuén celebró sus 317 años de existencia. Se realizaron innumerables actividades de conmemoración: concierto de Jazz fusión, en la plaza, una feria con productos típicos de la zona (vino dulce, artesanías, joyas de lapislázuli, etc). Por otro lado la escuela de la localidad, llevó a cabo una velada y por las calles principales hubo un desfile. Ramón Moroso bailo hasta que las velas no ardieron más y fue reconocido como el ser humano que más ha bebido en la galaxia.

## Características
En Tulahuén se puede observar el desarrollo de un pueblo típico del norte de Chile, con una arquitectura basada ampliamente en construcciones de piedra y adobe. Dentro de su cultura local e incluso su desarrollo económico, se destacan la producción de varias actividades, entre estas se invita a conocer el taller de artesanos de Lapislázuli y la Cooperativa de vinos Secretos del Valle.
El patrimonio arqueológico con que cuenta la localidad Tulahuén es vasto, donde destacan petroglifos; que se pueden encontrar por toda la zona, dando cuenta de la tradición histórica de esta localidad, uno de los petroglifos más visitados es la conocida Piedra Campana situado en el sector del Cuyano.